# 25 Years On
Albums de Hawklords
Quark, Strangeness and Charm
(1977) PXR5
(1979)
Singles
1. Psi Power
Sortie : 13 octobre 1978
2. 25 Years
Sortie : 18 mai 1979

25 Years On est le huitième album studio du groupe de space rock britannique Hawkwind. Il est sorti en 1978 sur le label Charisma Records sous le nom de « Hawklords ».
Au début de l'année 1978, Dave Brock, désillusionné, décide de dissoudre Hawkwind au terme de la tournée de promotion de l'album Quark, Strangeness and Charm et de fonder un nouveau groupe avec Robert Calvert et Simon King (en). Ils sont rejoints par Harvey Bainbridge et Steve Swindells (en) (avec qui ils avaient joué l'année précédente au sein du groupe Sonic Assassins) et commencent à enregistrer un album à Langley Farm, dans le Devon, avec le studio mobile de Ronnie Lane. King quitte les séances en cours de route et Martin Griffin le remplace à la batterie.

## Fiche technique

### Chansons

#### Album original
| 1. | Psi Power | Robert Calvert, Dave Brock        | 6:06 |
| 2. | Free Fall | Robert Calvert, Harvey Bainbridge | 5:13 |
| 3. | Automoton | Robert Calvert, Dave Brock        | 1:13 |
| 4. | 25 Years  | Dave Brock                        | 4:31 |

| 5. | Flying Doctor                              | Robert Calvert, Dave Brock | 5:38 |
| 6. | The Only Ones                              | Robert Calvert, Dave Brock | 4:14 |
| 7. | (Only) The Dead Dreams of the Cold War Kid | Robert Calvert             | 3:55 |
| 8. | The Age of the Micro Man                   | Robert Calvert, Dave Brock | 3:31 |

#### Rééditions
La réédition remasterisée parue chez Atomhenge en 2009 inclut trois titres bonus :
| 9.  | PSI Power (version single) |                            | 4:26 |
| 10. | Death Trap (mixage single) | Robert Calvert, Dave Brock | 3:52 |
| 11. | 25 Years (mixage single)   |                            | 3:30 |

Cette réédition comprend également un disque bonus. Les cinq premiers titres proviennent d'un concert donné par les Sonic Assassins le 23 décembre 1977 au Queens Hall de Barnstaple. Les neuf derniers sont des inédits provenant des séances d'enregistrement de 25 Years On.
| 1.  | Over the Top                                       | Robert Calvert, Dave Brock, Harvey Bainbridge, Paul Hayles, Martin Griffin | 7:50 |
| 2.  | Magnu                                              | Dave Brock                                                                 | 3:12 |
| 3.  | Angels of Life                                     | Dave Brock                                                                 | 1:12 |
| 4.  | Freefall                                           | Robert Calvert, Harvey Bainbridge                                          | 7:56 |
| 5.  | Death Trap                                         | Robert Calvert, Dave Brock                                                 | 4:30 |
| 6.  | The Only Ones (démo acoustique)                    | Robert Calvert, Dave Brock                                                 | 4:38 |
| 7.  | (Only) The Dead Dreams of the Cold War Kid (démo)  | Robert Calvert                                                             | 3:31 |
| 8.  | Flying Doctor (répétition en studio)               | Robert Calvert, Dave Brock                                                 | 5:37 |
| 9.  | 25 Years (prise 1)                                 | Dave Brock                                                                 | 8:00 |
| 10. | Assassination                                      | Dave Brock                                                                 | 3:56 |
| 11. | Freefall (prise 2)                                 | Robert Calvert, Harvey Bainbridge                                          | 5:28 |
| 12. | Only the Dead Dreams of the Cold War Kid (prise 2) | Robert Calvert, Dave Brock                                                 | 3:16 |
| 13. | The Age of the Micro Man (prise 1)                 | Robert Calvert, Dave Brock                                                 | 5:44 |
| 14. | Automoton (version complète)                       | Robert Calvert, Dave Brock                                                 | 2:33 |
| 15. | Digger Jam                                         |                                                                            | 2:38 |

### Musiciens

#### Hawklords
- Dave Brock : guitare acoustique, guitare électrique, claviers, chœurs
- Robert Calvert : chant, guitare acoustique sur (Only) The Dead Dreams of the Cold War Kid
- Harvey Bainbridge : basse, chœurs
- Steve Swindells (en) : claviers
- Simon King (en) : batterie sur 25 Years, (Only) The Dead Dreams of the Cold War Kid et The Age of the Micro Man, congas sur The Only Ones
- Martin Griffin : batterie sur Psi Power, Free Fall, Flying Doctor et The Only Ones

#### Musiciens supplémentaires
- Simon House : violon sur The Only Ones, (Only) The Dead Dreams of the Cold War Kid et The Age of the Micro Man
- Henry Lowther (en) : trompette sur Psi Power
- Les McClure : voix sur 25 Years

### Classements et certifications
| Classement                    | Meilleure position |
| ----------------------------- | ------------------ |
| Royaume-Uni (UK Albums Chart) | 48                 |